# Jean Fernandez

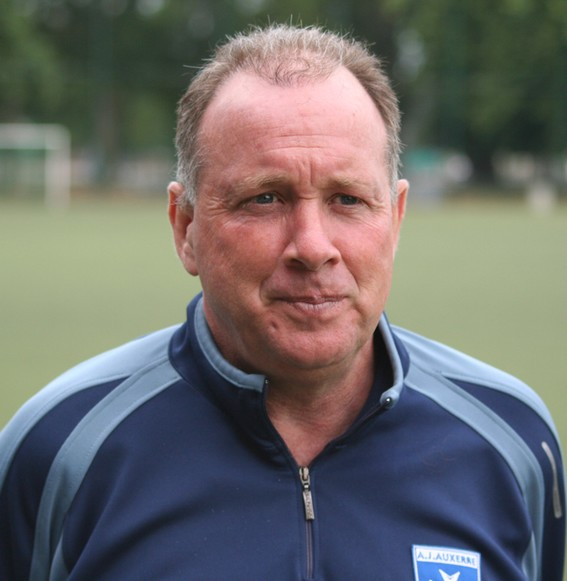
Jean Fernandez

Jean Fernandez (* 8. Oktober 1954 in Mostaganem, Algerien) ist ein ehemaliger französischer Fußballspieler und aktueller -trainer.

## Spieler
Fernandez war 1962 mit seinen Eltern aus Algerien nach Frankreich gekommen; die Familie ließ sich in Cers im Département Hérault nieder. Jean schnürte als Jugendlicher seine Stiefel für die benachbarte AS Béziers, bei der er ab 1972 als defensiver Mittelfeldspieler auch in der Zweitligaelf und ab 1974 als Profi eingesetzt wurde. 1975 wechselte er zu Olympique Marseille, für die er fünf Jahre spielte. Als weitere Karrierestationen folgten die Girondins Bordeaux (1980–1982) und die AS Cannes (1982–1984). Für Marseille und Bordeaux bestritt er in dieser Zeit insgesamt 209 Spiele in der Division 1, davon 142 (ein Tor) bei Olympique und 67 bei den Girondins. Mit Marseille gewann er 1976 auch den französischen Pokal. Mit der französischen Olympiaauswahl nahm er 1976 an den Olympischen Spielen teil und schied im Viertelfinale gegen den späteren Sieger, die DDR, aus. Jean Fernandez ist Vater eines inzwischen volljährigen Sohnes.

## Trainer
Am Ende seiner Spielerlaufbahn arbeitete er bereits im Nachwuchszentrum seines Klubs als Trainer: von 1984 bis Juli 1990 war er in Cannes tätig, ab 1987 auch als Cheftrainer der Profielf in erster und zweiter Liga. Dort formte er unter anderem den jungen Zinédine Zidane, den er im Mai 1989 auch erstmals in einer Ligabegegnung einsetzte. Es folgten ein halbjähriges Engagement bei OGC Nizza und ab Januar 1992 bei seinem alten Klub Olympique Marseille, wo er zunächst wiederum im Nachwuchsbereich und als Assistent bei der Ligamannschaft arbeitete. Zu Beginn der Saison 1992/93 stand er dort dann vorübergehend auch als Hauptverantwortlicher an der Seitenlinie, kehrte anschließend ins zweite Glied zurück. Dabei war er bereits 1987 zum Trainer des Jahres gewählt worden.
Es folgten einige Jahre im Ausland: ab 1993 beim saudischen Klub Al-Nasr, dem er 1994 zur Landesmeisterschaft verhalf und wohin er nach einem familiär bedingten Zwischenspiel bei Lille OSC (1994/95) zurückkehrte. Im Februar 1996 wechselte Fernandez zu Al-Shabab, gewann dort sogar zwei Titel (Meisterschaft der Golfanrainer 1996 und saudischer Pokal 1997), trainierte von Juli bis Dezember 1997 mit Al-Wahda einen dritten Verein aus dem Königreich und kehrte schließlich zu Al-Nasr zurück, mit dem er 1998 den Asien-Supercup für Vereinsmannschaften gewinnen konnte. 1998/99 sicherte sich der tunesische Klub Étoile Sportive du Sahel Fernandez’ Dienste.
Anschließend kehrte der Algerienfranzose in den französischen Profifußball zurück und trainierte dort nacheinander den FC Sochaux (1999–2002), mit dem er 2001 den Wiederaufstieg in die höchste Liga schaffte, den FC Metz (2002–2005, dort ebenfalls Wiederaufstieg in die Ligue 1) und in der Saison 2005/06 Olympique Marseille. Von Sommer 2006 bis 2011 war Jean Fernandez bei der AJ Auxerre Cheftrainer. Insgesamt hatte er bis zum Saisonende 2007/08 in Frankreichs höchster Spielklasse 413 Begegnungen auf dem Stuhl des Cheftrainers absolviert, dort aber bisher – im Gegensatz zu seinen „arabischen Jahren“ – noch keinen nationalen Titel gewinnen können. Von 2011 an war er bei der AS Nancy tätig, wo er im Januar 2013 seinen Rücktritt erklärte, weil er die Mannschaft – nach Abschluss der Hinrunde 2012/13 nur Tabellenschlusslicht – nicht mehr zu motivieren vermochte. Sechs Monate später nahm er das Angebot an, den HSC Montpellier zu betreuen; dieses Engagement dauerte allerdings nur fünf Monate an.
Fernandez ist ein Trainer, der stark auf den Nachwuchs setzt und jungen Spielern die Chance gibt, sich in der „rauen Luft“ zu bewähren und zu entwickeln. Außer Zidane hat er auch Francileudo Silva dos Santos (schon bei ES du Sahel), Emmanuel Adebayor, Mamadou Niang, Franck Ribéry und Toifilou Maoulida zu Stammspielern gemacht, woran sich insbesondere die Fans in Metz immer noch mit Hochachtung erinnern. Ribéry, inzwischen zum Islam konvertiert, hat Fernandez, der 2005/06 erneut sein Trainer war, in einem Interview als seinen „geistlichen Vater“ bezeichnet.